# Маратеа
Маратѐа (на италиански: Maratea, на местен диалект Marathia, Маратия) е град и община в Южна Италия, провинция Потенца, регион Базиликата. Разположен е на 300 m надморска височина. Населението на общината е 5141 души (към 2012 г.).
Маратеа е единствената община в регион Базиликата, чиято територия граничи с Тиренското море.

## Кино и телевизия
- През 2008 г. в Маратеа се заснема филмът Спектър на утехата на режисьора Марк Форстър.
- През 2014 г. мексиканската компания Телевиса заснема сцени от теленовелата си Италианската булка на режисьора Педро Дамян.
- През 2020 г. е заснет филмът Смъртта може да почака на режисьора Кери Джоджи Фукунага.